# Sligo Rovers F.C.
Sligo Rovers Football Club (irl. Cumann Peile Ruagairí Shligigh) – irlandzki klub piłkarski z siedzibą w mieście Sligo.
Klub Sligo Rovers jest spółdzielnią i należy do mieszkańców miasta Sligo. Od początku istnienia aż do dziś jedynym stadionem klubu jest The Showgrounds, który przeznaczony jest wyłącznie dla klubu Sligo Rovers i jednocześnie ma zagwarantowane, że nie może być sprzedany.

## Osiągnięcia
- Mistrz Irlandii (3): 1937, 1977, 2012
- Wicemistrz Irlandii (3): 1939, 1951, 2011
- Puchar Irlandii (5): 1983, 1994, 2010, 2011, 2013
- Finał Pucharu Irlandii (4): 1939, 1940, 1970, 1981
- Puchar Ligi: 1998, 2010

## Historia
Sligo Rovers założony został 17 września 1928 roku na skutek połączenia dwóch drużyn młodzieżowych - Sligo Town i Sligo Blues. W pierwszym meczu rozegranym 23 września 1928 roku klub wygrał 9:1 z zespołem Ballyshannon. Klub uzyskał prawo gry w lidze irlandzkiej (League of Ireland) w 1934 roku. Wówczas Sligo Rovers grał u siebie w koszulkach w biało-czerwone pasy i w czerwonych spodenkach. Na wyjeździe stroje drużyny były w całości białe.
W czasach drugiej wojny światowej kontrakt z klubem Sligo Rovers podpisał Bill „Dixie” Dean – piłkarz Evertonu, legenda ligi angielskiej i do dziś jej najlepszy strzelec wszech czasów.
Dwa najlepsze sezony w historii klubu to lata 1937 i 1977, kiedy to Sligo Rovers został mistrzem Irlandii. Ponadto w 1983 roku klub po finałowym zwycięstwie nad Bohemians zdobył puchar Irlandii (FAI Cup). W 1994 roku klub wygrał II ligę, zdobył tarczę Irlandii oraz po wygraniu finału z Derry City drugi raz zdobył puchar Irlandii. Jesienią 1994 klub wystąpił w Pucharze Europy Zdobywców Pucharów, eliminując w pierwszej rundzie maltańską Florianę. W następnej rundzie z belgijskim Club Brugge Sligo Rovers przegrał u siebie 1:2 i na wyjeździe 1:3.
W sobotę 12 listopada 2005 Sligo Rovers zremisował u siebie 0:0 z Athlone Town, dzięki czemu wygrał drugą ligę i w 2006 roku, pierwszy raz od 6 lat, przystąpił do rozgrywek pierwszoligowych. W 2006 roku klub dotarł do półfinału pucharu Irlandii. Pomimo tego, że w trakcie sezonu odszedł z klubu trener Sean Connor, Sligo Rovers uplasował się na dobrej piątej pozycji.

### Trenerzy
- 1986 Gerry Mitchell
- 1988 David Pugh
- 1989 Dermot Keely
- 1992 Willie McStay
- 1994 Lawrie Sanchez
- 1995 Steve Cotterill
- 1996 Jimmy Mullen
- 1997 Nicky Reid
- 1999 Jim McInally
- 1999 Tommy Cassidy
- 2001 Don O’Riordan
- 2004 Sean Connor (zrezygnował 2 listopada 2006)
- 2006 Rob MacDonald
- 2007 Paul Cook

## Europejskie puchary
Legenda do wszystkich tabel:
- Q – runda eliminacyjna, 1/16, 1/8, 1/4, 1/2 – odpowiednia faza rozgrywek, Grupa – runda grupowa, 1r gr – pierwsza runda grupowa, 2r gr – druga runda grupowa, F – finał, R – runda, PO – play-off
- k. – rzuty karne, los. – losowanie, Dogr. – dogrywka, w. – zasada bramek strzelonych na wyjeździe

| Sezon   | Rozgrywki                 | Runda   | Przeciwnik      | Dom | Wyjazd | Ogólnie     |
| ------- | ------------------------- | ------- | --------------- | --- | ------ | ----------- |
| 1977/78 | Puchar Europy             | 1R      | Crvena zvezda   | 0–3 | 0–3    | 0–6         |
| 1983/84 | Puchar Zdobywców Pucharów | 1R      | FC Haka         | 0–1 | 0–3    | 0–4         |
| 1994/95 | Puchar Zdobywców Pucharów | Q       | Floriana        | 1–0 | 2–2    | 3–2         |
| 1994/95 | Puchar Zdobywców Pucharów | 1R      | Club Brugge     | 1–2 | 1–3    | 2–5         |
| 1996    | Puchar Intertoto          | Grupa 5 | Heerenveen      | 0–0 |        | 5. miejsce  |
| 1996    | Puchar Intertoto          | Grupa 5 | Lillestrøm SK   |     | 0–4    | 5. miejsce  |
| 1996    | Puchar Intertoto          | Grupa 5 | FC Nantes       | 3–3 |        | 5. miejsce  |
| 1996    | Puchar Intertoto          | Grupa 5 | FBK Kaunas      |     | 0–1    | 5. miejsce  |
| 2009/10 | Liga Europy               | 1Q      | Vllaznia        | 1–2 | 1–1    | 2–3         |
| 2011/12 | Liga Europy               | 3Q      | Worskła Połtawa | 0–2 | 0–0    | 0–2         |
| 2012/13 | Liga Europy               | 2Q      | Spartak Trnawa  | 1–1 | 1–3    | 2–4         |
| 2013/14 | Liga Mistrzów             | 2Q      | Molde FK        | 0–1 | 0–2    | 0–3         |
| 2014/15 | Liga Europy               | 1Q      | Banga Gorżdy    | 4–0 | 0–0    | 4–0         |
| 2014/15 | Liga Europy               | 2Q      | Rosenborg BK    | 1–3 | 2–1    | 3–4         |
| 2021/22 | Liga Konferencji Europy   | 1Q      | FH              | 1–2 | 0–1    | 1–3         |
| 2022/23 | Liga Konferencji Europy   | 1Q      | Bala Town       | 0–1 | 2–1    | 2–2, k: 4–3 |
| 2022/23 | Liga Konferencji Europy   | 2Q      | Motherwell      | 2–0 | 1–0    | 3–0         |
| 2022/23 | Liga Konferencji Europy   | 3Q      | Viking          | 1–0 | 1–5    | 2–5         |